# Herthania sasagawai
Herthania sasagawai là một loài bọ cánh cứng trong họ Scirtidae. Loài này được Yoshitomi & Klausnitzer miêu tả khoa học năm 2003.